# Wallerant Vaillant

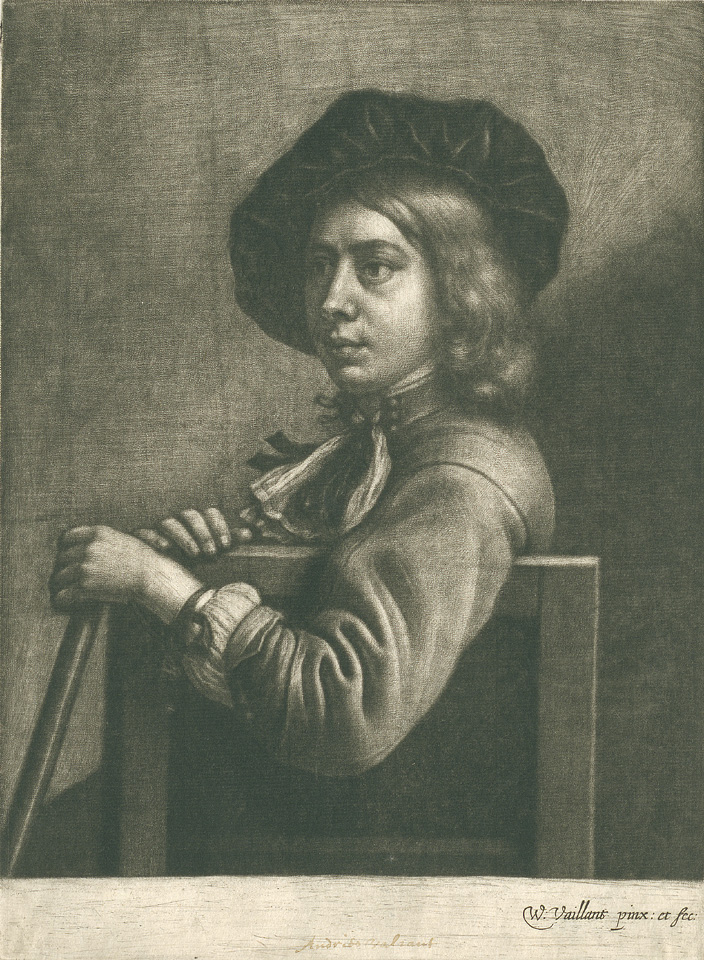
Joven, posiblemente hermano del artista, Media tinta.

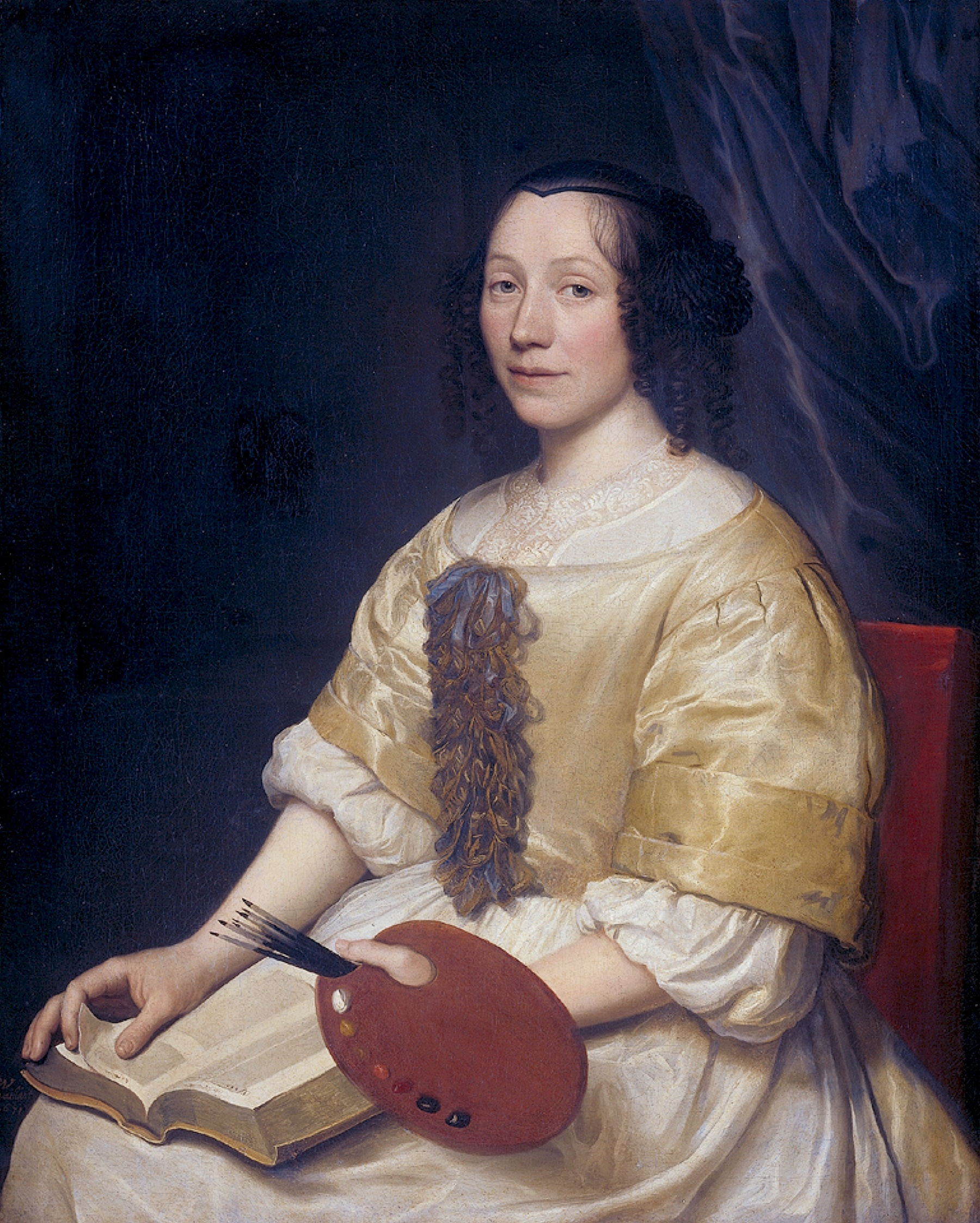
La pintora Maria van Oosterwijck, 1671, por Wallerant Vaillant

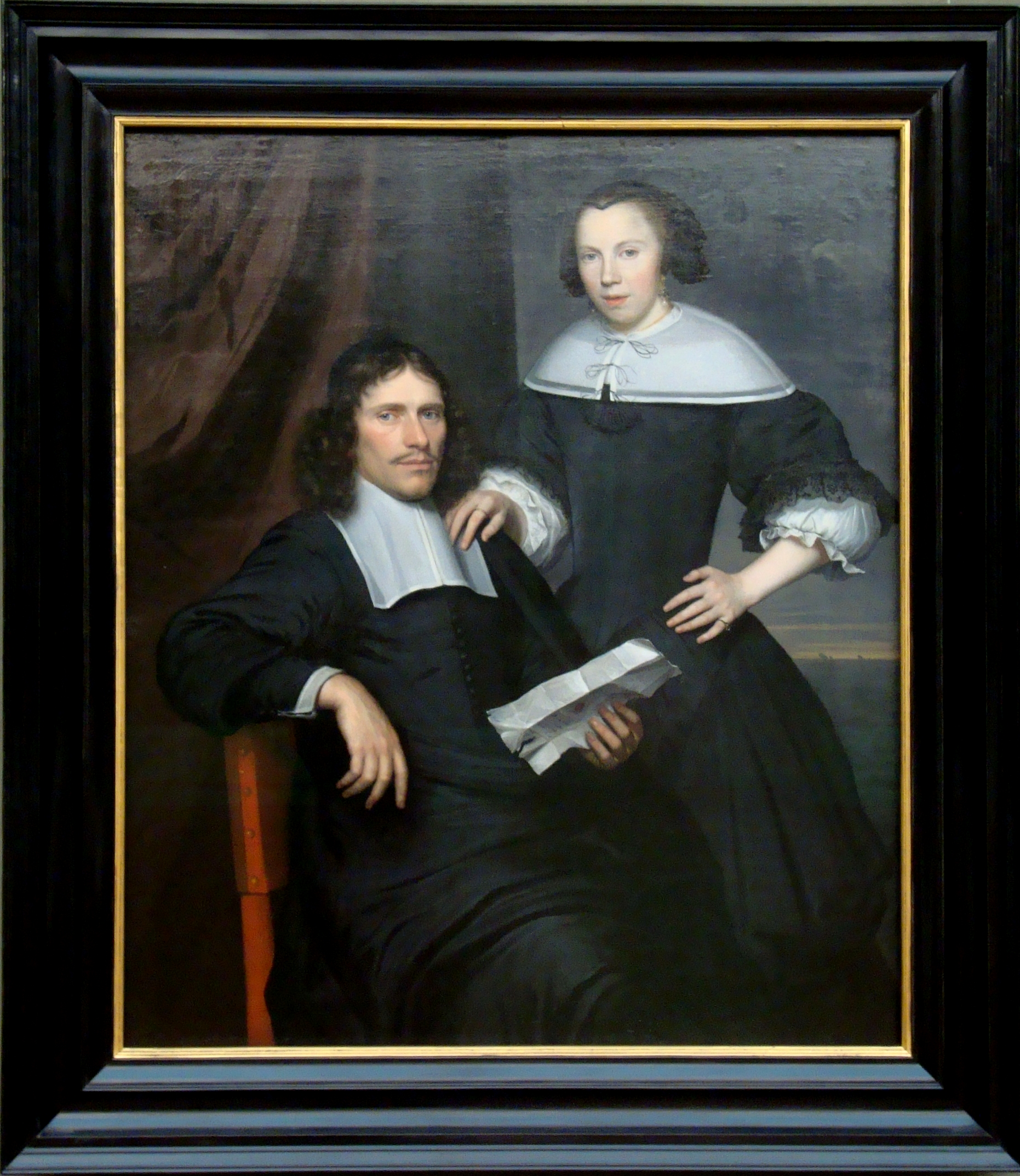
Una pareja pintada por Wallerant Vaillant. (Gemäldegalerie, Berlín)

Wallerant Vaillant (30 de mayo de 1623-28 de agosto de 1677) fue un pintor de la Edad de Oro holandesa y uno de los primeros artistas en utilizar la técnica de grabado a media tinta, que probablemente ayudó a desarrollar.

## Familia
Wallerant Vaillant nació en Lille, fue el mayor de cinco hermanos que se convirtieron en pintores de éxito.
- Jacques (1625-1691) viajó a Italia, donde se unió a los Bentvueghels en Roma con el sobrenombre de Leeuwrik, y más tarde se estableció en Berlín.
- Jan (1627–1668 +) fue un grabador considerado miembro de la escuela de Frankenthal[1] y más tarde se convirtió en comerciante en Frankfurt.
- Bernard (1632-1698) acompañó a Wallerant en todos sus viajes y se estableció más tarde en Rotterdam, donde se convirtió en diácono de la Iglesia valona.
- Andreas (1655-1693), el más joven, se convirtió en grabador en París y murió en Berlín visitando a su hermano Jacques.

## Formación y carrera
Se dice que Wallerant fue alumno de Erasmo Quellinus II (1607-1678) en Amberes. Se mudó con sus padres a Ámsterdam en 1643. En 1647 vivió en Middelburg, pero en 1649 regresó a Ámsterdam. En 1658 viajó con su hermano Jan a Frankfurt y Heidelberg. Ayudó a inventar la técnica de grabado a Media tinta ( schraapkunst o zwartekunst ) con el príncipe Rupert del Rin cuando era su tutor realizando experimentos en técnicas de grabado.
En 1659 se fue a París con Philibert de Gramont donde permaneció cinco años. En 1664 se instaló en Ámsterdam y se convirtió en el pintor de la corte de John William Friso, príncipe de Orange. Murió en Amsterdam en 1677.
Vaillant es más recordado hoy por sus medias tintas que por sus pinturas.

## Colecciones
La obra de Vaillant se encuentra en las colecciones permanentes de muchos museos de todo el mundo, incluido el Museo de Arte Ackland, el Museo de Bellas Artes de San Francisco, el Museo de Arte Conmemorativo Allen, el Museo Boijmans Van Beuningen, el Museo de Bellas Artes de Houston, el Museo Metropolitano de Arte, el Museo de Arte Hood, la Galería Nacional de Retratos de Londres, el Museo de Arte de la Universidad de Míchigan, el Museo de Bellas Artes de Budapest, el Museo de Victoria y Alberto, los Museos de Arte de Harvard, el Museo de Arte Kruizenga, el Museo de Arte de Filadelfia, el Fitzwilliam Museum de Cambridge, y el Museo de Bellas Artes de Boston .

## Otras lecturas
- Liedtke , Walter A. (1984). Flemish paintings in the Metropolitan Museum of Art. New York: The Metropolitan Museum of Art. ISBN 0870993569. (see index, v.1; fig. 13, v.1).

- Datos: Q513815
- Multimedia: Wallerant Vaillant / Q513815